# Parada (La Estrada)
Parada es una parroquia del sur del ayuntamiento de La Estrada.
Limita con las parroquias de Rivela, Vinseiro, Tabeirós, Nigoy y Codeseda.
En 1842 tenía una población de hecho de 417 personas. En los veinte años que van de 1986 a 2006 la población pasó de 345 a 218 personas, lo cual significó una pérdida del 36,81%.
- Datos: Q3396178
- Multimedia: Parada, A Estrada / Q3396178